# Palmyra (Nueva Jersey)
Palmyra es un borough ubicada en el condado de Burlington en el estado estadounidense de Nueva Jersey. En el año 2010 tenía una población de 7.398 habitantes y una densidad poblacional de 1.174,29 personas por km².

## Geografía
Palmyra se encuentra ubicado en las coordenadas 40°00′07″N 75°02′04″O / 40.00194, -75.03444.

## Demografía
Según la Oficina del Censo en 2000 los ingresos medios por hogar en la localidad eran de $51,150 y los ingresos medios por familia eran $57,192. Los hombres tenían unos ingresos medios de $42,910 frente a los $31,445 para las mujeres. La renta per cápita para la localidad era de $23,454. Alrededor del 4.2% de la población estaba por debajo del umbral de pobreza.